# Lekkoatletyka na Letnich Igrzyskach Paraolimpijskich 2012 – 200 metrów T52 mężczyzn
W biegu na 200 metrów kl. T52 mężczyzn podczas Letnich Igrzysk Paraolimpijskich 2012 rywalizowało ze sobą 12 zawodników. W konkursie udział wzięli sportowcy z uszkodzonym rdzeniem kręgowym, posiadający minimalną kontrolę nad tułowiem i nogami (bądź tej kontroli pozbawieni).

## Wyniki

### Eliminacje
Bieg 1
| Poz. | Zawodnik                       | Narodowość        | Rezultat | Uwagi |
| ---- | ------------------------------ | ----------------- | -------- | ----- |
| 1    | Raymond Martin                 | Stany Zjednoczone | 30,98    | Q     |
| 2    | Paul Nitz                      | Stany Zjednoczone | 32,65    | Q     |
| 3    | Leonardo De Jesus Perez Juarez | Meksyk            | 32,78    | Q     |
| 4    | Toshihiro Takada               | Japonia           | 33,96    |       |
| 5    | Thomas Geierspichler           | Austria           | 34,02    |       |
| 6    | Sam McIntosh                   | Australia         | 34,09    |       |

Bieg 2
| Poz. | Zawodnik                     | Narodowość        | Rezultat | Uwagi |
| ---- | ---------------------------- | ----------------- | -------- | ----- |
| 1    | Tomoya Ito                   | Japonia           | 31,49    | Q     |
| 2    | Beat Boesch                  | Szwajcaria        | 31,93    | Q     |
| 3    | Salvador Hernández Mondragon | Meksyk            | 32,69    | Q     |
| 4    | Peth Rungsri                 | Tajlandia         | 32,96    | q     |
| 5    | Josh Roberts                 | Stany Zjednoczone | 33,54    | q     |
| 6    | Hirokazu Ueyonabaru          | Japonia           | 33,59    |       |

### Finał
| Poz. | Zawodnik                       | Narodowość        | Rezultat | Uwagi |
| ---- | ------------------------------ | ----------------- | -------- | ----- |
| 1    | Raymond Martin                 | Stany Zjednoczone | 30,25    | PR    |
| 2    | Tomoya Ito                     | Japonia           | 31,60    |       |
| 3    | Salvador Hernández Mondragon   | Meksyk            | 31,81    |       |
| 4    | Beat Boesch                    | Szwajcaria        | 32,75    |       |
| 5    | Leonardo De Jesus Perez Juarez | Meksyk            | 33,16    |       |
| 6    | Paul Nitz                      | Stany Zjednoczone | 33,31    |       |
| 7    | Peth Rungsri                   | Tajlandia         | 33,60    |       |
| 8    | Josh Roberts                   | Stany Zjednoczone | 34,44    |       |